# Shahrestān di Shabestar
Lo shahrestān di Shabestar (farsi شهرستان شبستر) è uno dei 19 shahrestān dell'Azarbaijan orientale, in Iran. Il capoluogo è Shabestar. Lo shahrestān è suddiviso in 3 circoscrizioni (bakhsh): 
- Centrale (بخش مرکزی)
- Sufian (بخش صوفیان), capoluogo Sufian.
- Tasuj (بخش تسوج), capoluogo Tasuj.